# Christian Frühstück Nielsen

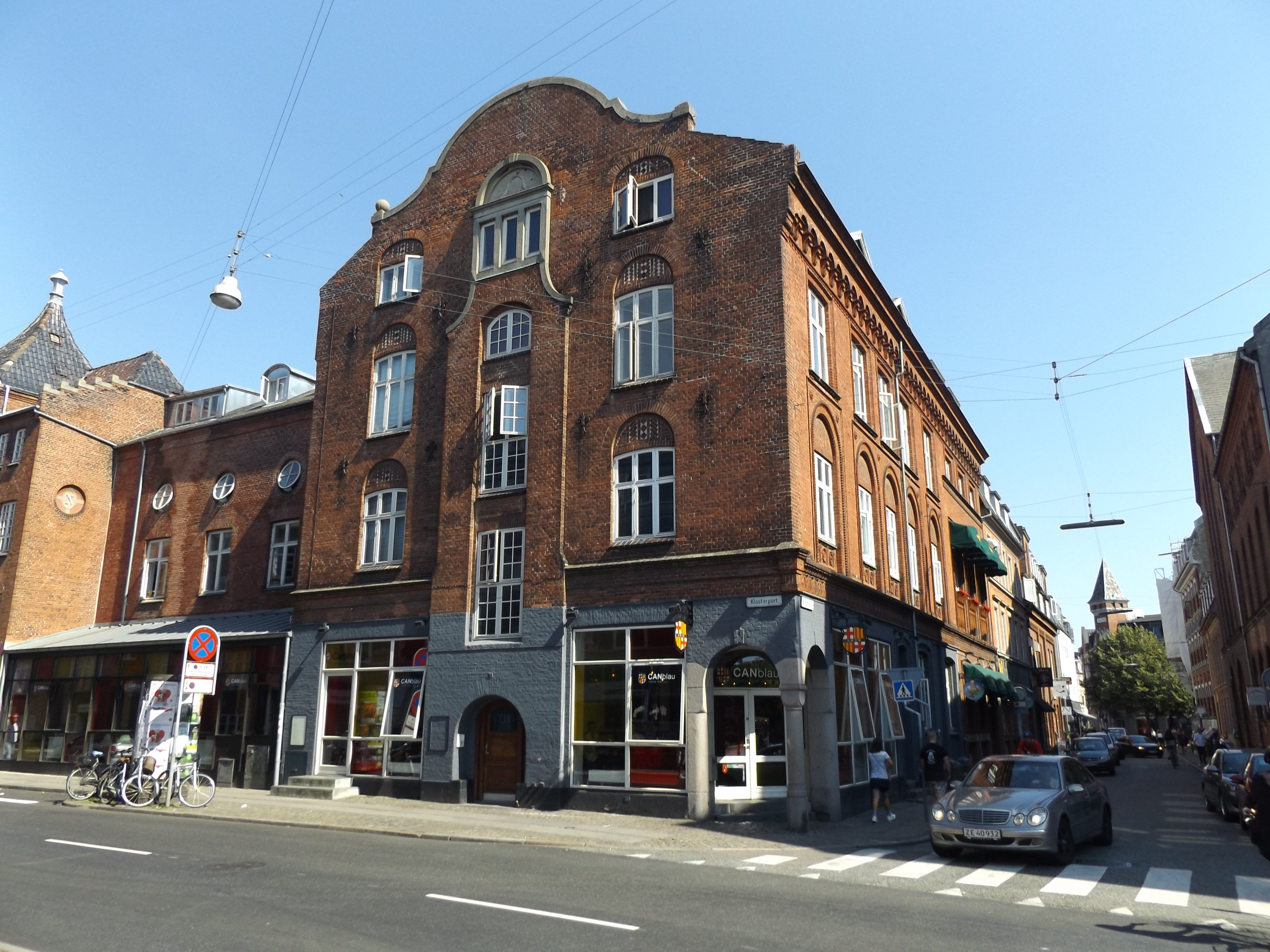
Elvirasminde, Århus

Christian Frühstück Nielsen, född 7 augusti 1878 i Århus i Danmark, död 3 januari 1956 i Århus, var en dansk arkitekt.
Christian Frühstück Nielsen var barn till murarmästaren Christian Julius Nielsen och Jakobine Bach. Han gick ut Tekniska skolan i Århus 1898 och utbildade sig till arkitekt 1900–1907 på Kunstakademiets Arkitektskole i Köpenhamn. Han arbetade därefter hos Vilhelm Dahlerup, stadsarkitekten i Köpenhamn Axel Møller och hos Martin Borch. 
Från 1908 hade han eget arkitektkontor i Århus. Hans byggnader finns framför allt i Århus och Nykøbing Mors. 
Christian Frühstück Nielsen gifte sig 1919 med Karen Elisabeth Hansen.

## Verk i urval
- 1912 Elvirasminde, Klostergade 32–34 i Århus (om- och tillbyggnader 1919, 1920, 1922 och 1929)
- 1913 Fabriks- och kontorsbyggnader för N.A. Christensen & Co. Jernstøberi i Nykøbing Mors
- 1915 Realskola i Hadsten
- 1916 De forenede Jernstøberier, Knudrisgade 7, Århus
- 1926 Christian X og Dronning Alexandrines Stiftelse, Åboulevarden 1, Århus
- 1939 Brabrands Alderdomshjem

## Bildgalleri

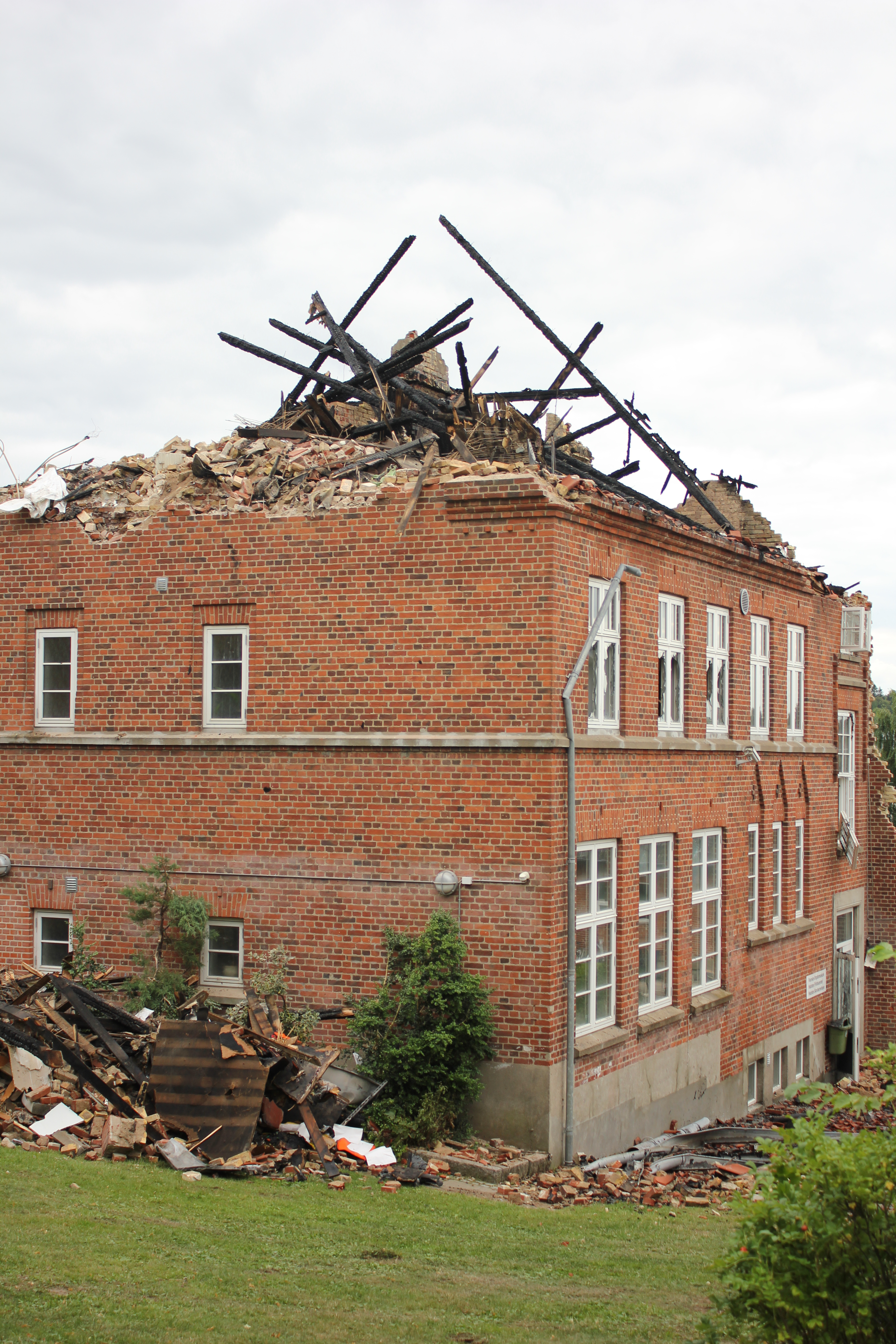
Realskolan i Hadsten (efter brand 2013)